# گوئیباره
گوئیباره شهری در شهرستان گوئیباره در استان بام در بورکینافاسوی شمالی است و جمعیت آن ۲۸۳۶ نفر است.